# (9054) Hippocastanum
(9054) Hippocastanum (1991 YO) – planetoida z pasa głównego asteroid okrążająca Słońce w ciągu 4,26 lat w średniej odległości 2,63 au. Odkryta 30 grudnia 1991 roku.